# Láhpoluoppal
Láhpoluoppal är en by i Kautokeino kommun i Finnmark fylke i norra Norge. Byn ligger vid riksväg 92.